# Nagoya Challenger 1991
Il Nagoya Challenger 1991 è stato un torneo di tennis facente parte della categoria ATP Challenger Series nell'ambito dell'ATP Challenger Series 1991. Il torneo si è giocato a Nagoya in Giappone dal 22 al 28 aprile 1991 su campi in cemento.

## Vincitori

### Singolare
John Stimpson ha battuto in finale  Jan Apell con il punteggio di 6–1, 6–3

### Doppio
Glenn Layendecker /  Simon Youl hanno battuto in finale  Nduka Odizor /  Sandon Stolle con il punteggio di 3–6, 7–6, 7–6